# Замок Острозьких (Старокостянтинів)
За́мок князі́в Остро́зьких — резиденція князів Острозьких, збудована на мисоподібній ділянці при злитті річок Случі та Ікопоті, як органічна частина міської інфраструктури Старокостянтинова в останній чверті XVI століття.
Був занесений до Державного реєстру національного культурного надбання під охоронним номером 765/0.

## Історія

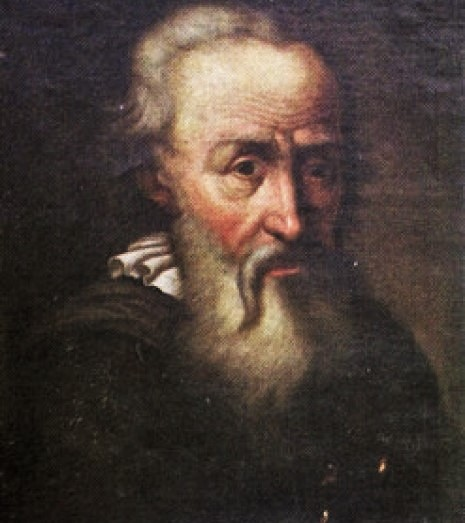
Василь Костянтин Острозький — засновник замку.

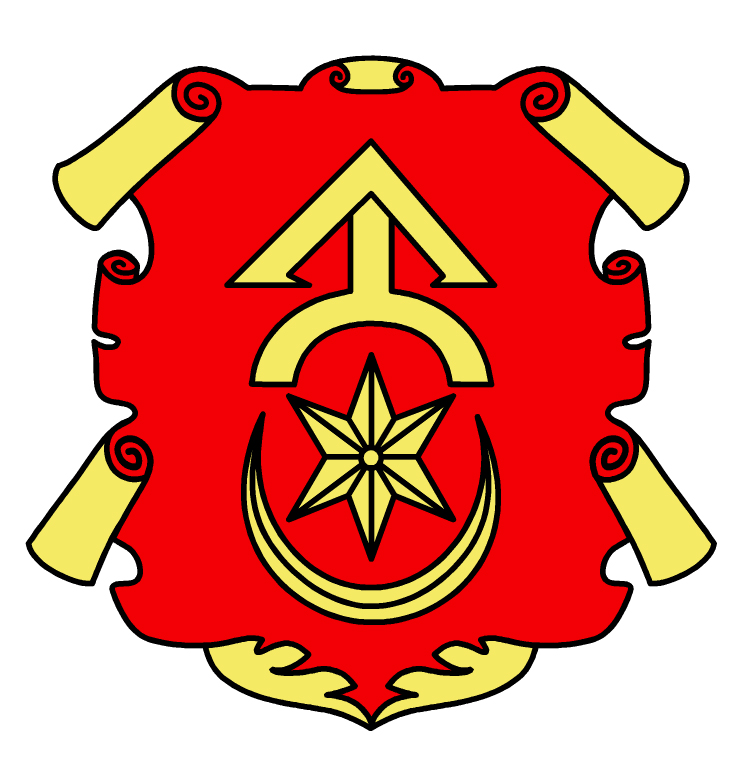
Баклай — герб князів Острозьких.

Унікальність замку в Старокостянтинові полягає передусім у тому, що закладено і побудовано його було разом з усім містом в доволі стислі терміни.
Формальною причиною побудови міста Костянтинова і замку стала прогалина, що існувала в оборонній системі волинських земель на шляху татарських вторгнень. Поряд з будівництвом укріплених міст Базалії та Острополя, включаючи Красилів та Любар, в долині південної Случі створювалася лінія укріплень, розташованих одне від одного на відстані у кілька десятків кілометрів.

### XVI століття
4 січня 1561 року князь Василь Костянтин Острозький придбав у Василя Лабунського третю частину села Колищенці (Коліщинці), отримавши королівські привілеї на заснування міста і Маґдебурзьке право для нього. Назване на честь батька Костянтина Івановича Острозького Костянтиновом, місто і замок активно розбудовувалися до початку 1570-их років. Після повернення у власність Василя Костянтина Острозького столичного Острога, увага до розбудови Костянтинова зменшилася, проте будівельні роботи тривали до початку 1580-их років.
Костянтинівська резиденція князів Острозьких вперше згадується у джерелах в середині 1570-их років у зв'язку з відвідинами замку замовником будівельних робіт. У наступні двадцять років Київський воєвода відвідував резиденцію ще щонайменше п'ятнадцять разів.
Надалі замок набув статусу адміністративного центру Костянтинівської волості.
В 1591 році сотником надвірної козацької сотні Костянтинівського замку служив Северин Наливайко.

### XVII—XVIII століття
Станом на 1610 рік замок складався з дванадцяти будівель.
Як свідчить інвентар, з 1621 року замок було суттєво озброєно. Татари жодного разу не змогли його взяти.
За інвентарем 1635 року, складеним А. Вільгою:

Замок від міста окопано валом земляним; до замку камінна стіна з обох боків камінної брами двоповерхової; перед замком — міст, а на кінці його від міста — два ґанки на камінних стовпах… Брама камінна, при ній кімната з грубкою кахельною та лавками. Серед замку — дім великий дерев'яний. За цим будинком, у кутку камінної стіни, був міст на вал: міст попсовано… Там же земляний вал від річки Ікопоті. Будинок камінний (палац); під ним цойґгавз для зброї під сходами, що ведуть на другий поверх; до цойґгавзу ворота подвійні пофарбовані, чотири вікна з залізними ґратами над цойґгавзом… Будинок цей двоповерховий — наверх ведуть двоє камінних сходів; під ними дві лавочки. На другому поверсі заля, вікна в ній від Случі з залізними ґратами в цині; в залі лавки, грубка кахельна; далі кімната, за нею світлиця кругла, в бастіоні знов світлиця, вікна в цині… За палацом церква хатня, камінна, крита дахівкою. За церквою частина камінної стіни тягнеться до середини замку; під стіною вихідня для води… До замку веде дерев'яний міст на камінних биках… Замок побудовано з дерева дубового в зруб, — у три стіни, обмазані глиною. У брамі до замку ворота подвійні. В середині замку порожні кухні… В замку сторожок 63, під ними комор порожніх, що місцями обвалились, 72. На одному з бастіонів від камінного палацу є годинник пошкоджений… За замком — стайня-маштарня і біля них — світлиця й комора. Біля замку — від валу міського — шматок камінної стіни з вихіднею для води; друга вихідня камінна міститься в валі від річки Ікопоті; в ній ґрати дерев'яні.

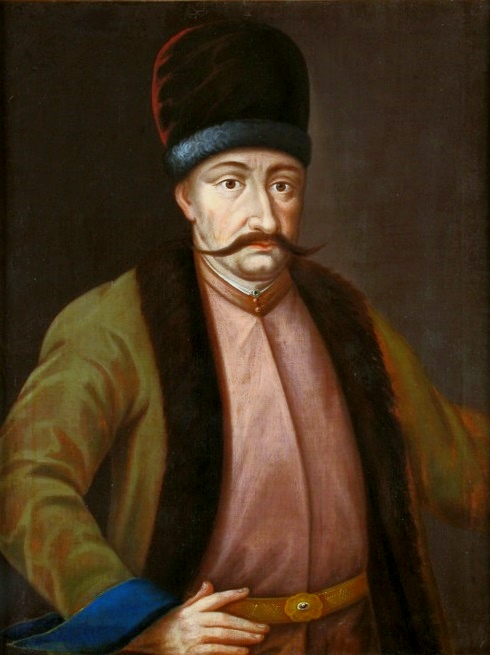
Богдан Хмельницький — провідник повстанців.

Інший інвентар з 1636 року засвідчує, що досить розвинена замкова інфраструктура вже потребувала ремонту. На той час на замковому терені розташовувалися: потужна в'їзна брама, великий дерев'яний будинок із залою на партері на п'ятнадцять вікон і мурований арсенал.
1648 року замок взяли приступом повстанці Хмельницького. Від міста після штурму лишилося заледве два доми. Тут же формується Старокостянтинівська сотня Волинського полку. 26 червня 1649 в замку перебував сам повстанський провідник Богдан Хмельницький. У 1673 році в замку розміщалася козацька залога Петра Дорошенка. Під час походу 1675 року Ібрагима Сатани на Львів турецьке військо безуспішно намагалося здобути твердиню.
Наприкінці XVII століття замок реконструйовано. Після смерті онуки Костянтина Острозького Анни Ходкевич (†1654) замок як спадщина по жіночій лінії перейшов до князів Санґушків. З того часу ніхто з власників на стало у ньому не мешкав. Серед вдосконалень, здійснених під ту пору, слід згадати добудування нартексу до домової церкви. Замок орендували різні люди й використовували переважно для господарських потреб.

### XIX—XX століття

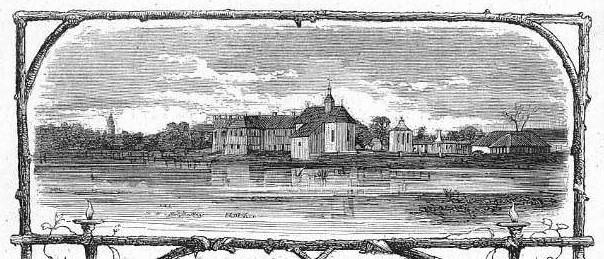
Замок від ставу. Ілюстрація 1873 року.

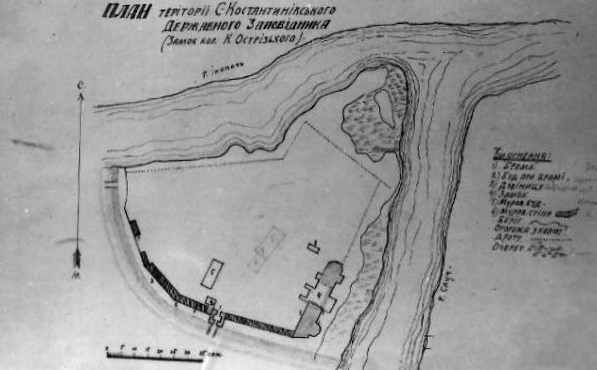
План Старокостянтинівського державного заповідника. 1929.

Після загарбання південно-східної Волині Російською імперією замок в Старокостянтинові використовувався вже під урядові установи. Зокрема, з 1905 року у замку розміщено поліційну залогу.
15 січня 1929 року РНК УСРР ухвалила створити на основі «замку колишніх князів Острозьких» Державний історико-культурний заповідник республіканського значення.
У 1930 році замок обстежила наукова експедиція ВУАН під керівництвом Олексія Новицького, яка розробила реставраційні плани, що набули втілення протягом кількох наступних років. В замковому палаці закладено музей. Власне експозиція, у складі історичного і природничого відділів, займала другий поверх центральної замкової споруди.
В 1944 році під час наступу Червоної Армії замок було суттєво пошкоджено. Зокрема повністю знищено дах домової церкви.
1954 року історико-культурний заповідник ліквідовано. Понад чотири тисячі музеалій фонду передано до музеїв Могилів-Подільського, Острога, Чернівців та ін. Замок віддано під господарські структури.
1974 року на території замку комуністичною владою, на чолі з першим секретарем Старокостянтинівського районного комітету КПРС Володимиром Фурманом, знищено могилу загиблих в часи німецько-радянської війни радянських вояків, біля муру викопано рів під стрільбище, розкрадені конструктивні елементи покрівлі пам'ятки.

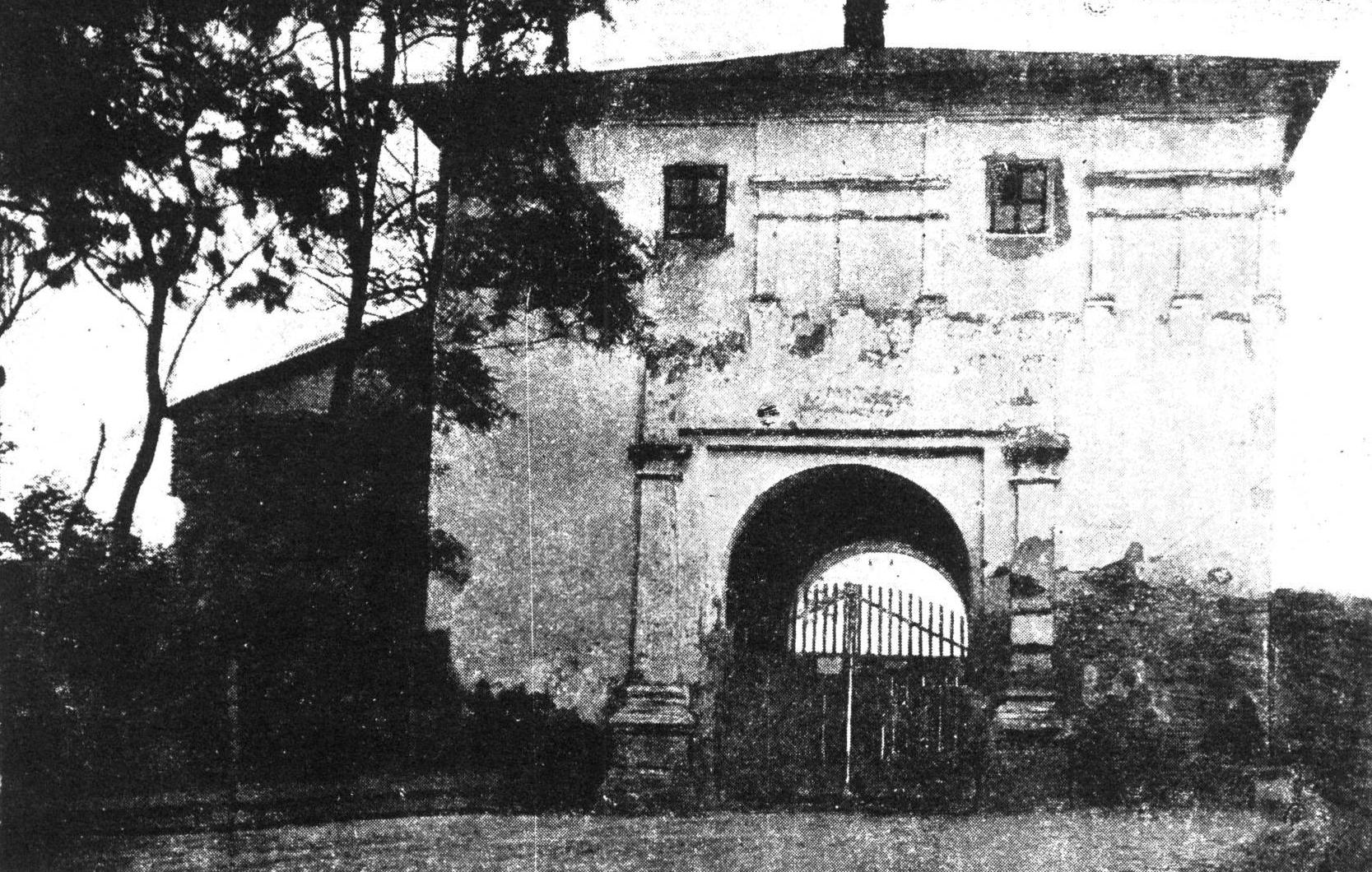
В'їзна брама. 1920-ті.

У 1990-х роках на замку фахівцями інституту «Укрпроектреставрація» проводилися наукові вишукування. Згодом розпочалися реставраційні роботи, внаслідок яких замок лише постраждав. Палац перекрито бетонними плитами, що спричинило навантаження, не розраховане на старі стіни. Покрівля була відтворена лише частково. Будівельне сміття і закам'янілий цемент перетворилися на завали. Незаконсервовані фрески домової церкви почали обсипатися. Зекономлені кошти були розкрадені, порушено кримінальні справи. Подібні реставраційні роботи, коли фактично відсутнє бачення подальшого використання будівлі з економічної точки зору є цілковитою безглуздістю, призводять до повторного занепаду і потреби поновної реставрації пам'ятки.

### XXI століття

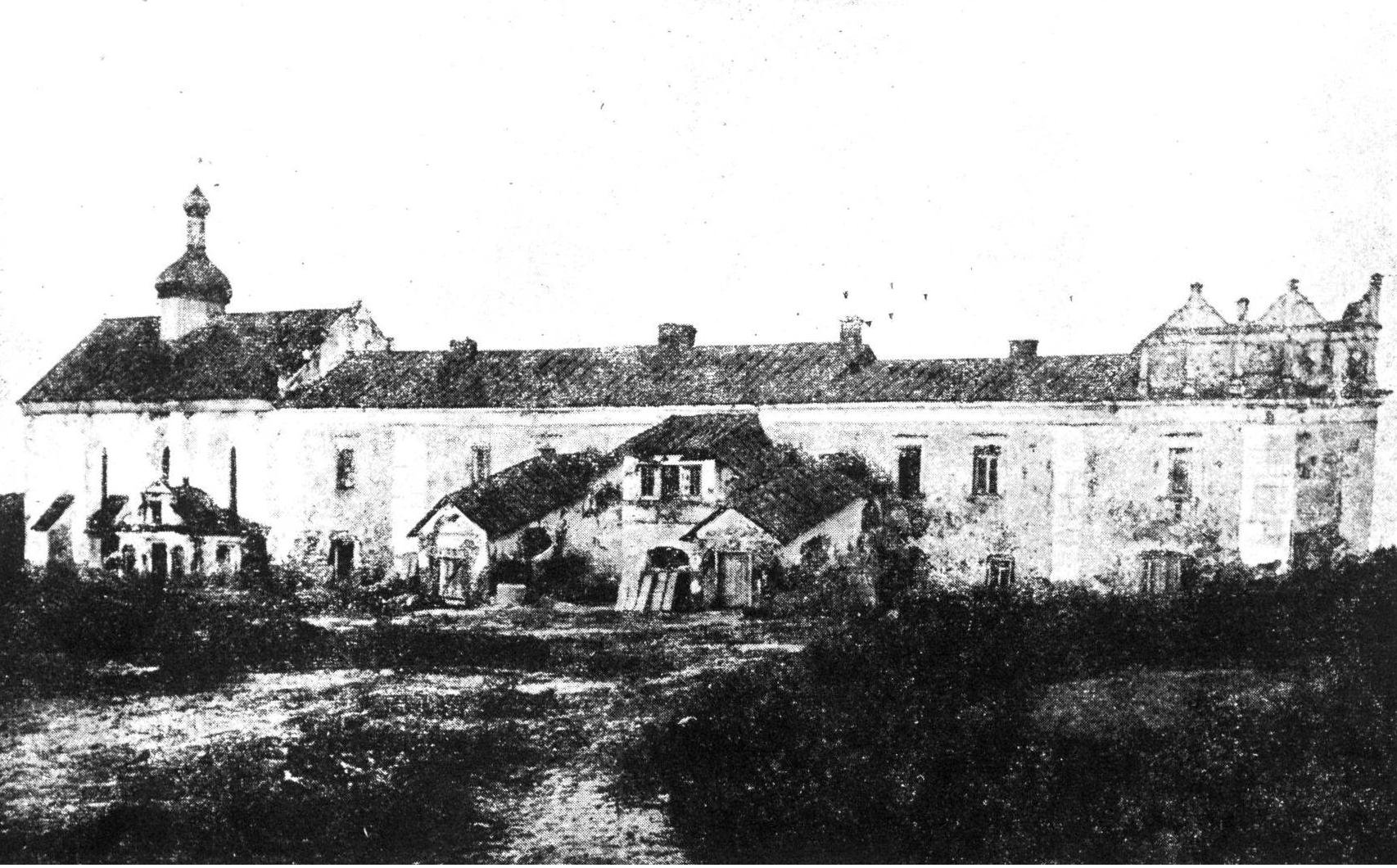
Вигляд замку від двору. 1920-ті

Протягом 2001—2008 років, під керівництвом київського археолога Лариси Виногродської, в замку і прилеглій території проведено археологічні дослідження. Виявлено давньоруський культурний шар зі слідами попелища і залишками фортифікаційних споруд кінця XII — початку XIII століть. На цій підставі Старокостянтинів локалізовано як один зі знищених Данилом Романовичем городів Болохівської землі.
У 2008 році на проведення реставрації замку з держбюджету було виділено 3 мільйони гривень. За офіційною інформацією, на ці кошти здійснено гідроізоляцію фундаментів, накрито металочерепицею дах і розроблено проєкт реставрації в'їзної брами. Проте також були проведені реставраційні роботи в'їзної брами за проєктом архітектора Вадима Лук'янченка. Перший ярус брами потинькували цементним розчином, перекриття залили бетоном.

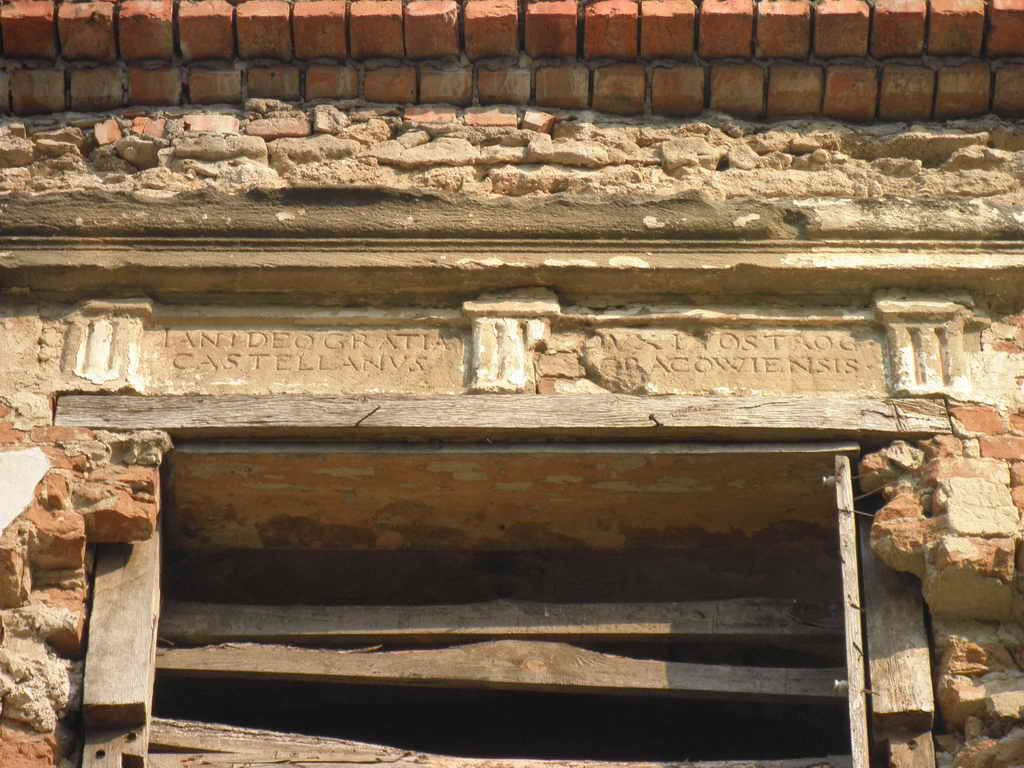
Януш Острозький, каштелян краківський. Інскрипція на віконному порталі

З 2010 року Старокостянтинів уключено до списку «Міст пріоритетного втручання» в рамках пілотного проєкту Ради Європи «Реабілітація культурної спадщини історичних міст». Передбачається створення Державного історико-культурного заповідника «Старий Костянтинів», реставрація пам'яток.
Того ж року двоє депутатів Старокостянтинівської міської ради Георгій Висоцький і В'ячеслав Кучер, з дозволу міського голови Миколи Мельничука, вибрали частину ґрунту з прибережної смуги біля домової церкви, завезли піску й облаштували пляж.
У вересні 2011 року громада міста зініціювала благодійну акцію «Подаруй замку майбутнє». Станом на 14 березня 2011 року вдалося зібрати 14062 гривень пожертв, частина з яких була витрачена на виготовлення облікової документації, виготовлення нових охоронних дощок на замок, закупівлю необхідних для реставрації будівельних матеріалів.

## Архітектура

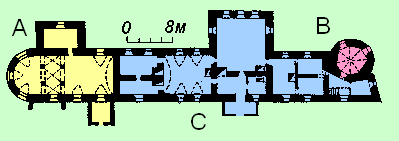
Поземна проєкція: A. Церква Пресвятої Трійці; B. Оборонна вежа; C. Князівський палац.

Замок збудовано на мисоподібній ділянці при злитті річок Случі й Ікопоті, що за формою подібна до видовженого трикутника, дві сторони якого омивалися водою, а третя межувала з містом. Від міста замок мав посилений оборонний кордон, що складався з рову з водою, земляного валу з кам'яним муром товщиною 1,5 м і висотою 5,8 м. Нині, мур, що оточував замок по всьому периметру, частково зберігся лише із західної сторони. За описами, замок мав п'ять веж. До наших днів частково вціліли лише дві. На відміну від інших замків надслучанської лінії, відрізнявся кращими оборонними властивостями.
На думку окремих дослідників, дещо курйозним виглядає Старокостянтинівський замок з погляду розпланувальної композиції. Площа замку є чи не найбільшою серед волинських замків, проте вона ніколи так і не була забудована. Головні замкові споруди — князівська резиденція (палац), домова церква й оборонна вежа, притулені одна до одної так, ніби під час їхнього зведення забракло простору.
Поєднання головних споруд є нічим іншим, як загубленою у часі старокостянтинівською реплікою популярних у Європі в романські часи палаців (лат. palatium), в яких поєднувалися репрезентаційна зала, житлові кімнати і каплиця.
Власне сам палац, як і оборонна вежа, сьогодні перебувають в досить занедбаному стані. Палац поступово пристосовується під музей «Старий Костянтинів».
|  |  |

### В'їзна брама
Влаштована для в'їзду й оборони зі сторони міста та включена в оборонне кільце замку. Брама була обладнана підйомним мостом. Вимурувана з каменю, другий ярус — цегляний, у проєкції квадрата. Залишився лише перший ярус, в якому влаштовано наскрізний арковий проїзд. Частково зберігся декор західного фасаду. Накрита шатровим дахом.

### Князівський палац
Палац, що являє собою видовжену в проєкції двоповерхову будівлю, розташовану майже впритул до південної берегової лінії, значно постраждав також і внаслідок нефахово проведених реставраційних робіт 1990-х років. Стіни, викладені з пізньосередньовічної цегли, виявилися неготовими до навантаження залізобетонного перекриття.

### Домова церква Пресвятої Трійці
В більш-менш пристойному стані знаходиться тільки замкова церква Пресвятої Трійці, відновлена завдяки отцю-настоятелеві Степанові Капустинському і парафіянам УПЦ (КП). Це невелика за розмірами храмова споруда з апсидою і сиґнатуркою. Споруду перекрито циліндричним і хрещатим склепіннями. Простір нави поділено простінками, що спираються на чотири стовпи, з характерними стрілчастими арковими прорізами. Храм оздоблено розписами, виконаними в різні часи. Зосібна в 1987 році на південній стіні церкви виявлено, як гадають, парні портрети князів Василя Костянтина і його сина Олександра. Мистецтвознавці вважають, що на розписах відтворено реальну подію, яка мала місце 1603 року — передчасну смерть Олександра Острозького, що само собою вже унікально для історії українського мистецтва XVII століття. На фресці зображено чоловічу постать у синьому жупані, ймовірно Василя Костянтина, зліва від якого, головою на великій подушці, лежить чоловік в білому вбранні, ймовірно Олександр. Над хорами, розташованими над західним нартексом храму, міститься зображення чотирьохдільного герба князів Острозьких в кольорі. У давнину хори сполучалися безпосередньо з князівською резиденцією на рівні другого поверху. Масивна оборонна прибудова з південного боку храму, що нині використовується як ризниця, у минулому, мабуть, була однією з п'яти відомих замкових веж.

### Оборонна вежа
Архітектурним акцентом південно-західного рогу замку є двоярусна оборонна вежа зі стрільницями для фронтального та флангового обстрілу. Прикрашена двоярусним аттиком, поширеним на ту частину резиденції, що прилягає безпосередньо до вежі. Перекриття першого ярусу склепінчасте — півсферичне, другого ярусу — по балках.

## Зауваги
1. ↑  З 1650-х років місто отримало назву Старий Костянтинів, на відміну від новозакладеного Костянтинова на Поділлі.
2. ↑  За непідтвердженою інформацією там знаходилося спільне поховання радянських і німецьких вояків, загиблих під час запеклої боротьби за замковий терен.
3. ↑  Три типологічні елементи, що їх можна спостерігати й у острозькій резиденції князів Острозьких.